# Alessandro II di Alessandria (calcedoniano)
Alessandro II (... – 1062), è stato papa e patriarca greco-ortodosso di Alessandria e di tutta l'Africa tra il 1059 e il 1062.